# Ablabera hottentotta
Ablabera hottentotta is een keversoort uit de familie bladsprietkevers (Scarabaeidae). De wetenschappelijke naam van de soort werd voor het eerst geldig gepubliceerd in 1904 door Peringuey.